# Georges Pouchet

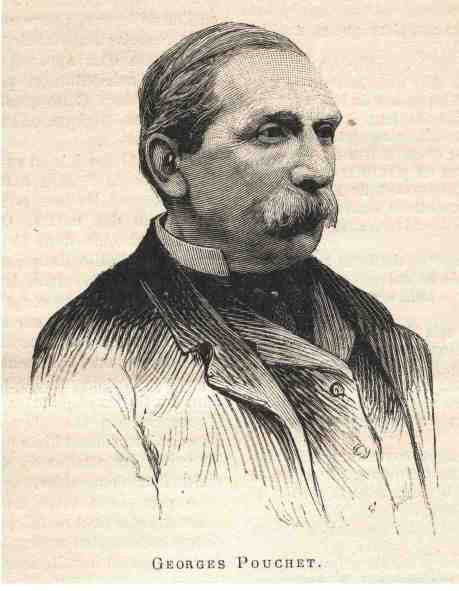
Georges Pouchet

Charles Henri Georges Pouchet  (26 de fevereiro de 1833 – 29 de março de 1894) foi um professor de anatomia comparada, especialista na anatomia de peixes e cetáceos, no Muséum national d'histoire naturelle de Paris. Em 1856 fez parte de uma expedição francesa que tentou encontrar as nascentes do rio Nilo. 
Foi filho do naturalista Félix Archimède Pouchet e amigo de Gustave Flaubert e de Henry Céard. Manteve contactos com Émile Zola.

## Publicações
- Journal de l’anatomie et de la physiologie, Charles Philippe Robin (1821-1885) e George Pouchet (1833-1894), 1878, XIV: 334.
- La Biologie aristotélique, 1885.